# Jean-Pierre Maggi
Jean-Pierre Maggi (* 27. April 1944 in Marseille) ist ein französischer Politiker. Er ist seit 2012 Abgeordneter der Nationalversammlung.
Maggi wurde in Saint-Barnabé, einem Viertel von Marseille, als Sohn einer Arbeiterfamilie geboren und war gelernter Elektrotechniker, der zuerst bei kleineren Unternehmen und später für Shell in Berre-l’Étang tätig war. Bereits als 17-Jähriger begann er sein politisches Engagement und trat sechs Jahre später der Parti socialiste bei. 1971 wurde er Delegierter der Gewerkschaft CFDT. Mit nur 33 Jahren erlangte er 1977 zudem mit der Wahl zum Bürgermeister von Velaux seinen ersten politischen Posten und war damit gleichzeitig der jüngste Bürgermeister im Département Bouches-du-Rhône. 1992 wurde er auch Mitglied des Generalrats. Nach seiner Wiederwahl 1998 wurde er zu dessen Vizepräsident. Bei den Parlamentswahlen 2012 ging er als Stellvertreter von Olivier Ferrand ins Rennen, der im achten Wahlkreis des Départements Bouches-du-Rhône antrat. Ferrand wurde gewählt, starb aber wenige Tage nach seiner Wahl. Am 1. Juli, einen Tag nach seinem Tod, zog Maggi für ihn ins Parlament ein.